# Erythrospermum acuminatissimum
Erythrospermum acuminatissimum là một loài thực vật có hoa trong họ Achariaceae. Loài này được (A. Gray) A.C. Sm. mô tả khoa học đầu tiên năm 1936.